# 譚偉國
譚偉國（英語：Tam Wai Kwok，1977年3月15日—），香港足球員，司職中場，曾入選香港足球代表隊。

## 球員生涯
譚偉國早年就讀大埔官立中學及新界喇沙中學（1994年中五）。讀初小學時，曾參加可口可樂足球發展計劃，他代表新界東區贏得全港冠軍，因表現出色，便獲挑選入銀禧體育中心（後來改名為香港體育學院）足球部接受長期訓練，他獲得U18獎學金的時候，連續兩屆榮獲最有價值球員個人獎，曾經與馮嘉奇、梁志榮、林曉峰、鄭嘉良、冼嘉宇等隊友，贏得亞洲學界足球錦標賽第三名，譚偉國曾在分組賽對中國的時候，射入兩球世界波，助港隊贏得出線，季軍戰他更射入唯一入球，贏得對手泰國，該項賽事面對亞洲各國強隊，獲得該界賽事第三名。由於他在青年軍時期差不多每場賽事都會取得入球,所以隨後獲得多間球會招手，19歲便加盟香港甲組足球聯賽球隊東方，展開職業球員生涯，其後譚偉國入選2000年香港奧運代表隊，與黃鎮宇、郭文迪、姚學文、梁志榮、潘耀焯、朱兆基、潘文俊、馮嘉奇等等成為主力，成為當時的黃金一代，外圍賽成績僅次於同組日本，屈居外圍賽小組第二未能出缐，當時日本奧運隊代表有小野伸二、中村俊輔等名將。
東方護級失敗降班後，轉投流浪以後以20歲之齡成為流浪隊隊長，除後即刻入選香港足球代表隊1999年加盟南華，在南華效力期間贏得多項杯賽冠軍，但並未贏取個聯賽冠軍，效力南華期間也入選香港足球代表隊，有份參加2003年東亞足球錦標賽，其實有些球評家認為，若果譚偉國若不是選擇效力南華，而係效力其他球會,得到多些上陣機會，成就不至於此！。
2005年轉投傑志，惟上陣機會不多，加上傷病困擾，終決定在29歲便結束球員生涯。
譚偉國結束甲組球員生涯後，曾經轉任職業司機，2007年夏天流浪由於有多名球員離隊，總監李輝立曾有意邀請譚偉國復出助陣。
2009-10年度球季，葛士寶借用香港丙組(甲)足球聯賽球隊聖約瑟會籍，在譚偉國與另一名前甲組球員董浩然助陣下，最終以19戰9勝4和6負得31分，獲得第七名。
2010-11年度球季，葛士寶改為借用另一支香港丙組(甲)足球聯賽球隊西貢朋友會籍，18戰10勝2和6負得32分，獲得第六名。

## 外部連結
- 香港足球總會網站球員註冊資料（页面存档备份，存于）
- 香港體育事工--運動員見證（页面存档备份，存于）